# Schiermonnikoog
Schiermonnikoog (fryz. Skiermûntseach) – wyspa i gmina w Holandii we Fryzji w archipelagu Wysp Zachodniofryzyjskich. Powierzchnia gminy to 199,07 km², z czego 155,08 km² stanowi woda. Najmniej zaludniona gmina w Holandii. Ośrodek administracyjny to wieś Schiermonnikoog. Burmistrzem gminy Schiermonnikoog od 2017 jest Ineke van Gent.

## Historia
Do czasów reformacji wyspa była własnością klasztoru cystersów z Klaarkamp. Z tego powodu jej nazwa w dosłownym tłumaczeniu oznacza "wyspa szarych mnichów".

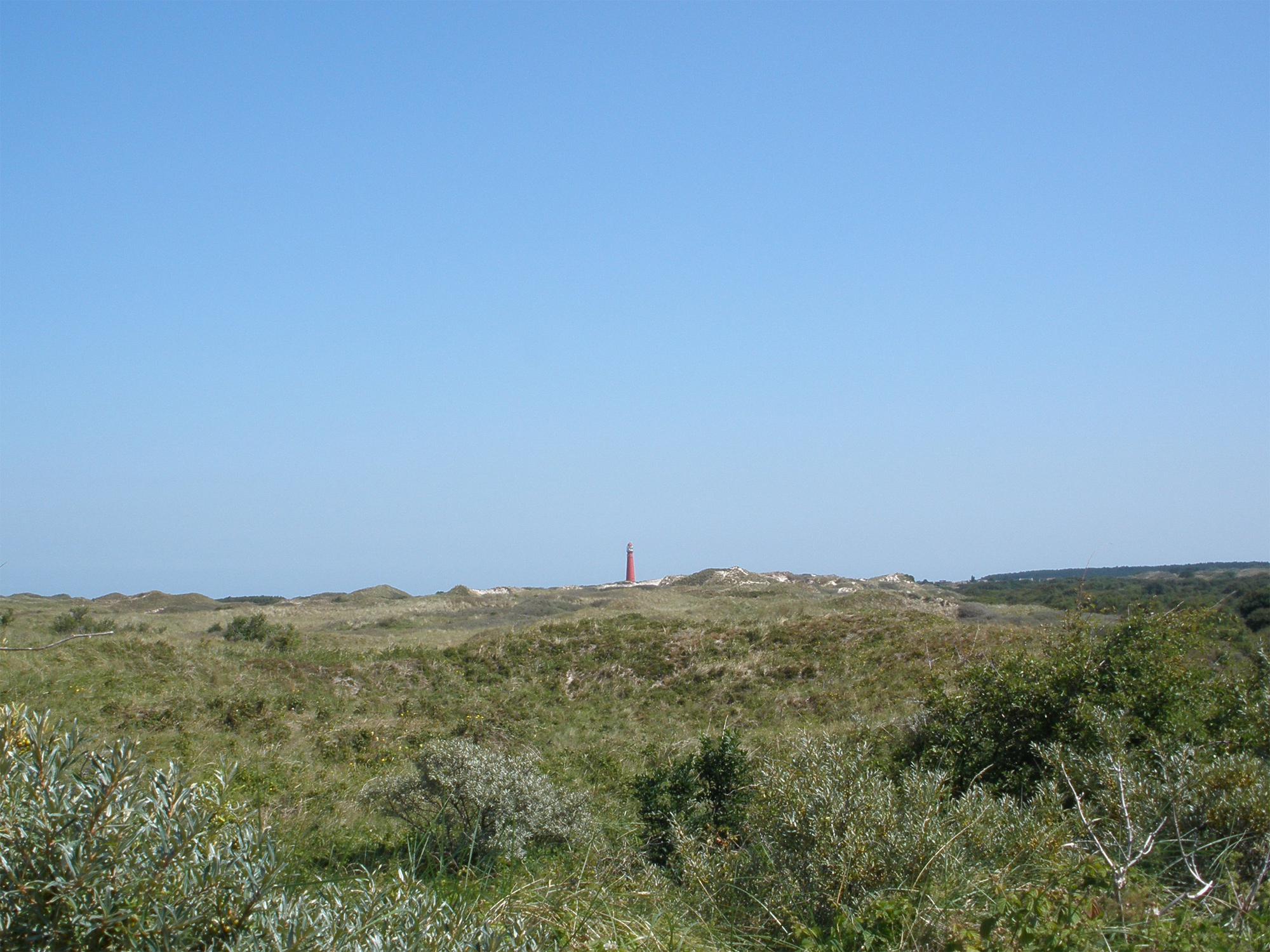
Krajobraz wyspy

## Turystyka

Flaga gminy Schiermonnikoog

Całość wyspy stanowi park narodowy. Dobre połączenia promowe sprzyjają turystyce jednodniowej.

Na wyspę nie wolno wjeżdżać samochodami i innymi pojazdami spalinowymi. Dozwolone są tylko rowery. Można również korzystać z lokalnych elektrycznych autobusów lub elektrycznych taksówek.

Herb gminy Schiermonnikoog